# Bonobo (informatique)
Pour les articles homonymes, voir Bonobo (homonymie).
Bonobo est une ancienne bibliothèque de modèle de composant (component model) pour les documents composés (compound document) utilisés dans l'environnement de bureau GNOME.
Elle est inspirée de la technologie OLE de Microsoft. Une technologie analogue, KParts, a également été mise au point par les développeurs de KDE. Mais contrairement à cette dernière, Bonobo utilise CORBA.
La version 1 est sortie le 10 avril 2001. Bonobo a été utilisé dans GNOME 1.4. Bonobo est devenu obsolète dans GNONE 2. À la place, les développeurs sont incités à faire usage de technologies comme D-Bus et GVFS.